# Orsonwelles polites
Orsonwelles polites là một loài nhện trong họ Linyphiidae.
Loài này thuộc chi Orsonwelles. Orsonwelles polites được Gustavo Hormiga miêu tả năm 2002.